# Фосдиново
Фосдиново (на италиански: Fosdinovo) е община в Италия, в региона Тоскана, провинция Маса и Карара, в планинния район, наречен Луниджана. Населението е 4789 души към 2017 г.

## Личности
- Тото Кутуньо (1943 – 2023), италиански певец и композитор